# Paul Morgan
Mark Paul Thomas Morgan (Belfast, Irlanda del Norte; 23 de octubre de 1978), conocido simplemente como Paul Morgan es un exfutbolista norirlandés que jugó en la posición de defensa. Estuvo activo desde finales de los años noventa hasta el 2012, año de su retiro, siendo el Macclesfield Town de la Football League Two su último club como jugador profesional. Actualmente se desempeña como Jefe de Fisioterapia en las inferiores del Accrington Stanley.

## Trayectoria
Paul Morgan comenzó su carrera en las juveniles del Preston North End F.C., aunque antes de ser tomado en cuenta para participar en el primer equipo es cedido en la temporada 1997-1998 al Sligo Rovers F.C. Formó parte del equipo que ganó la Copa de la Liga de Irlanda en febrero de 1998. Posteriormente a su regreso al Preston North End una grave lesión le aquejó, lo que significó un tiempo importante alejado de las canchas.
Para el verano de 2001 ficha por el Lincoln City F.C., donde firma un contrato inicialmente por dos años, prolongando su estancia en el club cuatro años más, hasta el año 2007 donde consolidó una carrera en las divisiones menores del fútbol inglés.
Para la temporada 2007-2008 llega al Bury Football Club, aunque su participación se ve limitada debido a una lesión de rodilla. Al finalizar la temporada, en el verano de 2008 emigra al Macclesfield Town. Durante la temporada 2010-2011 aunado a su carrera como futbolista profesional, estudia Fisioterapia en la University of Salford. 
En mayo de 2012, al expirar su contrato con el Macclesfield decide buscar un club que le contratase, lo cual le llevó a probarse en el Barrow A.F.C de la Conference National sin embargo no logró quedarse en el equipo por lo cual se vio obligado a retirarse del fútbol profesional.

## Clubes
| Club                   | País       | Año       |
| ---------------------- | ---------- | --------- |
| Sligo Rovers F.C.      | Irlanda    | 1997-1998 |
| Preston North End F.C. | Inglaterra | 1998-2001 |
| Lincoln City F.C.      | Inglaterra | 2001-2007 |
| Bury F.C.              | Inglaterra | 2007-2008 |
| Macclesfield Town F.C. | Inglaterra | 2008-2012 |

## Palmarés

### Campeonatos nacionales
| Título                     | Club              | País    | Año  |
| -------------------------- | ----------------- | ------- | ---- |
| Copa de la Liga de Irlanda | Sligo Rovers F.C. | Irlanda | 1998 |